# Azurina eupalama
A Donzela de Galápagos (Azurina eupalama) é uma espécie de peixe da família Pomacentridae. Endêmica das ilhas Galápagos.